# Titularerzbistum Nicomedia
Nicomedia ist ein Titularerzbistum der römisch-katholischen Kirche.
Es geht zurück auf einen untergegangenen Erzbischofssitz in der antiken Stadt Nikomedia, die in der römischen Provinz Bithynia lag. 
| Titularerzbischöfe von Nicomedia |                                  |                                                                                            |                   |                    |
| Nr.                              | Name                             | Amt                                                                                        | von               | bis                |
| 1                                | Andrea Monti da Como OESA        |                                                                                            | 10. Mai 1549      |                    |
| 2                                | Matteo Brumani OESA              |                                                                                            | 4. März 1587      | 13. November 1591  |
| 3                                | Cristovão de Jesu Fonseca OSST   | Weihbischof in Évora (Portugal)                                                            | 12. Februar 1596  |                    |
| 4                                | Pietro Alberini                  |                                                                                            | 15. Januar 1674   | 9. Juli 1679       |
| 5                                | Lorenzo Corsini                  |                                                                                            | 10. April 1690    | 25. Juni 1706      |
| 6                                | Girolamo Mattei                  |                                                                                            | 27. Februar 1708  | 1. Oktober 1710    |
| 7                                | Tommaso Cervini                  |                                                                                            | 3. Februar 1721   | 27. März 1734      |
| 8                                | Luca Melchiore Tempi             | Apostolischer Nuntius                                                                      | 11. April 1736    | 21. Juli 1755      |
| 9                                | Domenico Giordani                | emeritierter Bischof von Teano (Königreich beider Sizilien)                                | 4. August 1755    | 22. Dezember 1766  |
| 10                               | Salvatore Ventimiglia CO         | emeritierter Bischof von Catania (Königreich beider Sizilien)                              | 16. Dezember 1773 | 8. April 1797      |
| 11                               | Giovanni Francesco Cometti Rossi |                                                                                            | 22. Januar 1844   | 19. Januar 1865    |
| 12                               | Leonardo Mellano OCD             | Apostolischer Vikar von Verapoly (Britisch-Indien)                                         | 15. Juni 1870     | 25. November 1886  |
| 13                               | Francesco di Paola Cassetta      |                                                                                            | 25. November 1887 | 29. November 1895  |
| 14                               | Carlo Caputo                     | Prälat von Altamura e Acquaviva delle Fonti (Italien) Apostolischer Nuntius in Deutschland | 19. April 1897    | 27. September 1908 |
| 15                               | Pietro Alfonso Iorio             | emeritierter Erzbischof von Tarent (Italien)                                               | 15. November 1908 | 15. November 1911  |
| 16                               | Carlo Cremonesi                  | Kurienbischof Prälat von Pompei (Italien)                                                  | 29. Dezember 1921 | 16. Dezember 1935  |
| 17                               | Giuseppe Migone                  | Kurienbischof                                                                              | 19. Dezember 1935 | 1. Januar 1951     |
| 18                               | Francesco Carpino                | Koadjutorerzbischof von Monreale (Italien)                                                 | 11. Februar 1951  | 23. August 1951    |
| 19                               | Paolo Bertoli                    | Apostolischer Delegat / Apostolischer Nuntius                                              | 24. März 1952     | 28. April 1969     |